# Мелехов, Вячеслав Дмитриевич
Вячесла́в Дми́триевич Ме́лехов (17 апреля 1945, Свердловск — 26 октября 2012, Екатеринбург) — советский и российский актёр театра и кино, народный артист Российской Федерации (2005).

## Биография
Родился 17 апреля 1945 года. Его дед владел собственной кузней, был раскулачен, потом реабилитован. Отец работал на железной дороге, где был составителем поездов. Дядя был известный командир Красной армии Мелехов — в посёлке Арти его именем названа улица.
В детстве Вячеслав Мелехов попал в драматический кружок и влюбился в сцену. В 1971 году окончил Свердловское театральное училище (педагог Г. Н. Полежаев) и был принят в труппу Театра имени Ленсовета, где под руководством Игоря Владимирова был скоро введён в текущий репертуар. Однако, уже будучи женатым, через полгода вернулся к семье, поступил в Свердловский академический театр драмы, в котором прослужил всю жизнь.
Дважды (в 1985 и 2002 году) становился лауреатом премии «Лучшая роль года» на областном театральном конкурсе и фестивале «Браво!». Имеет другие премии и награды.
Снимался в кино. В 2009 году был приглашён Валентином Ольшвангом к озвучанию Деда в короткометражном мультипликационном фильме «Со вечора дождик».
Умер от рака лёгких 26 октября 2012 года. Похоронен на Северном кладбище Екатеринбурга.

## Творчество

### Театральные работы
Театр имени Ленсовета
- «Пушкин в Одессе» — граф Воронцов

Свердловский академический театр драмы
- «Замок Броуди» А. Кронина — Джеймс Броуди
- «Тролль» по мотивам драмы Г. Ибсена «Пер Гюнт» — Пер Гюнт (совм. с О. Ягодиным)[5]
- «The Playboy, или Удалой молодец — гордость Запада»
 Д. М. Синга — Майкл Джеймс Флейерти
- «Дни Турбиных» М. Булгакова —
- «Золушка» Е. Шварца — лесничий
- «Завтра было вчера» Э. Олби — друг
- «Кабала святош» М. Булгакова — отец Варфоломей
- «Ревизор» Н. Гоголя — Городничий
- «Трамвай «Желание» Т. Уильямса — Харольд «Митч» Митчелл
- «Афера» по пьесе А. Сухово-Кобылина «Смерть Тарелкина» — Варравин
- «Рио-Рита» — Генерал
- «Любишь, не любишь» Ф. Булякова — Пётр
- «Ханума» А. Цагарели — Микич Котрянц
- «Мой прекрасный Монстр» М. Ферриса — Доктор Джонатан Старбак
- «Женитьба Бальзаминова» А. Островского — Чебаков
- «Вишнёвый сад» А. Чехова — Лопахин
- «Иван IV. Грозный» Э. Радзинского — царь Иван Васильевич
- «Дикарь» А. Касона — Рольдан, управляющий
- «Доктор Назаров» В. Брумеля, Ю. Шпитального — доктор Назаров
- «Оптимистическая трагедия» В. Вишневского — вожак
- «Энергичные люди» В. Шукшина — Брюхатый
- «А этот выпал из гнезда» К. Кизи — вождь Вэтл
- «Последний срок» В. Распутина — Михаил
- «Зинуля» А. Гельмана — Петренко
- «Поминальная молитва» Г. Горина — урядник
- «Цареубийца» — Юровский
- «Персидская сирень» Н. Коляды — Он
- «Наполеон и Жозефина» И. Губача — Бертье
- «Макбет» У. Шекспира — Макбет
- «Волки и овцы» А. Островского — Лыняев

### Фильмография
- 1988 — Хлеб — имя существительное — Ефим
- 1989 — Молодой человек из хорошей семьи — кочегар
- 1991 — Дикое поле — атаман Гугуля
- 1992 — Болевой приём — медвежатник
- 1992 — Генерал — генерал-лейтенант
- 1992 — Комедия строгого режима — эпизод
- 1993 — Танго на Дворцовой площади — эпизод
- 2001 — Привет, малыш! — геолог
- 2007 — Дело было в Гавриловке (1-я, 4-я и 7-я серии) — Можжевелов, главврач
- 2008 — Разрешите тебя поцеловать — генерал в штабе
- 2010 — Овсянки — продавец птиц
- 2011 — Важняк — Коробов
- 2012 — Небесные жёны луговых мари — дед Кирсан

## Признание и награды
- 1987 — Лауреат конкурса «Браво!»—1986 — «Лучшая мужская роль» за роль Дервоеда в спектакле «Рядовые»
- 1988 — Заслуженный артист РСФСР
- 2003 — Лауреат конкурса и фестиваля «Браво!»—2002 — «Лучшая мужская роль» за главную роль в спектакле «Персидская сирень»[6]
- 2005 — Народный артист Российской Федерации[7]
- 2010 — Обладатель стипендии имени В. М. Шатровой за 2009 год — за роль Микича Котрянца в спектакле «Ханума»[8][9]
- 2010 — Премия губернатора Свердловской области 2009 года — «За выдающиеся достижения в области литературы и искусства»[10]